# Crowell, Texas
Crowell là một thành phố thuộc quận Foard, tiểu bang Texas, Hoa Kỳ. Năm 2010, dân số của xã này là 948 người.

## Dân số
- Dân số năm 2000: 1141 người.
- Dân số năm 2010: 948 người.